# 안동 강씨
안동 강씨(安東 姜氏)는 경상북도 안동시를 본관으로 하는 한국의 성씨이다.

## 역사
안동 강씨(安東 姜氏)는 금천 강씨(衿川 姜氏)에서 직계 분적된 본관이다.
안동 강씨(安東 姜氏)의 시조는 강세윤(姜世胤)이라는 인물인데 그는 조선 세종대왕(朝鮮 世宗大王) 때 음서(蔭敍)로써 50대에 늦깎이 천거되어 별시(別侍)라는 특정 말단 관직(官職)을 지낸 관료(官僚)이다.
중시조는 강성범(姜聖凡)인데 그는 시조 강세윤(姜世胤)의 장손자(長孫子)이며 그 또한 조선 세종대왕(朝鮮 世宗大王) 때 별시문과(別試文科)에 병과로 급제하여 승문원 박사(承文院 博士)를 지낸 문관(文官)이었고 시조 강세윤(姜世胤)의 차손자(次孫子)이다.
그 외에도 중시조 강성범(姜聖凡)의 친아우이자 시조 강세윤(姜世胤)의 셋째 친손인 강대인(姜大人)은 경주 강씨(慶州 姜氏)와 전주 강씨(全州 姜氏)의 공통적 시조이자 조선(朝鮮) 시대 초기에 부농(富農)을 지낸 유자(儒者)이다.
그 이외에도 광주 강씨(光州 姜氏)의 시조 강몽룡(姜夢龍, 1570년 ~ ?)은 경주 강씨(慶州 姜氏)의 시조인 강대인(姜大人)의 고손자(高孫子)이기도 한데 강몽룡(姜夢龍) 그는 1623년 인조 임금 때 문과 급제하여 판관(判官)을 지냈다.
안동(安東)이라는 지명은 경상북도 안동시(慶尙北道 安東市)를 뜻한다.

## 분적된 본관
안동 강씨(安東 姜氏)에서 분적 분파된 본관에는 해미 강씨(海美 姜氏) 등이 있다.
해미 강씨(海美 姜氏) 시조 강제로(姜濟老)는 안동 강씨(安東 姜氏) 시조 강세윤(姜世胤)의 6촌 남동생이며 조선 태조 시대 초기 성균관 교수 출신인데 원래 고려 우왕 시대에 음서로써 천거된 그는 고려 우왕 시대에서부터 고려 공양왕 시대에까지 성균관 강독관 직책을 지냈지만 고려 멸국 후 야인 신세를 지내다가 정도전에 의하여 조선 태조 시대에 중용되었다.